# Bo (cesarzowa)
Bo (chiń. 薄皇后; pinyin: Bò Huánghòu; zm. 147 p.n.e.) – pierwsza żona cesarza Jinga.
Bo pochodziła z rodziny cesarzowej Bo, która prawdopodobnie była jej cioteczną babką i poślubiła jej wnuka i następcę tronu, księcia Qi. Kiedy jej mąż został cesarzem w 157 roku p.n.e. Bo została cesarzową, według Księgi Hanów, była znienawidzona przez swojego męża i nie dała mu potomstwa. Właśnie dlatego to syn konkubiny Li, Liu Rong został następcą tronu. Cesarzowa Bo nie uczestniczyła w dworskich intrygach, zawsze trzymając się na uboczu. Była nielubiana przez swoją teściową, cesarzową Dou i przez ukochaną konkubinę Jinga Wang Zhi, która wkrótce miała zająć jej miejsce.
Po tym jak wielka cesarzowa wdowa Bo zmarła w 155 roku p.n.e. i jej krewna straciła ostatnie źródło poparcia w pałacu cesarskim. W 151 roku p.n.e. Bo została usunięta z pałacu. Zmarła w cztery lata później i została pochowana w pawilonie Pingwang, we wschodniej części Chang’anu.